# 乌兹别克斯坦自由民主党
乌兹别克斯坦自由民主党是乌兹别克斯坦的政党及执政党。2003年11月15日成立，主要为乌兹别克企业家和实业界人士所支持。
自由民主党属于中間偏右党派。此政黨的宗旨和任务是：积极参与乌兹别克斯坦国家、社会体制的改革与发展进程，促进乌兹别克斯坦政治、经济、社会和精神生活自由民主化，在民主基础上进一步完善国家和社会体制，深化经济改革，切实保护公民、企业家和商人的自由及合法权益。现任党主席为阿克塔姆·海托夫，机关报为《二十一世纪》。
自由民主党在2019-2020年的选举中获得150議席中的53席。也曾在2004－2005年的选举中获得120議席中的41席及2009－2010年的150議席中的55議席。
2007年10月4日，自由民主党提名当时的总统伊斯兰·卡里莫夫为总统候选人，卡里莫夫以88.1%的高得票率在大选中战胜其他3位候选人，再次當選总统。
2016年12月時，黨主席兼總理的沙夫卡特·米尔济约耶夫以88%的得票率擊敗其他候選人，當選烏茲別克新任總統。並於2021年以80.1%的得票率成功連任。

## 選舉歷史

### 總統選舉
| 選舉 | 候選人              | 得票數     | 得票率 | 得票數 | 得票率 | 結果 |
| 選舉 | 候選人              | 第一輪     | 第一輪 | 第二輪 | 第二輪 | 結果 |
| ---- | ------------------- | ---------- | ------ | ------ | ------ | ---- |
| 2007 | 伊斯蘭·卡里莫夫     | 13,008,357 | 90.8%  | –      | –      | 當選 |
| 2015 | 伊斯蘭·卡里莫夫     | 17,122,597 | 90.4%  | –      | –      | 當選 |
| 2016 | 肖開提·米爾則亞耶夫 | 15,906,724 | 88.6%  | –      | –      | 當選 |
| 2021 | 肖開提·米爾則亞耶夫 | 12,988,964 | 80.1%  | –      | –      | 當選 |